# Władysław Alfons Kronenberg
Władysław Alfons Kronenberg (ur. w 1814, zm. 26 grudnia 1891) – polski urzędnik żydowskiego pochodzenia.

## Życiorys
Urodził się jako syn kupca Samuela Eleazara (1773-1826) i Teresy Lewy (1775-1848). Władysław Alfons Kronenberg miał siedmioro rodzeństwa: Ludwika, Rozalię, Stanisława Salomona, Dorotę, Marię, Leopolda Stanisława i Henryka Andrzeja.
Sprawował różne funkcje w aparacie skarbowym Królestwa Polskiego. Był kolejno Inspektorem Składu Głównego Tabak w Warszawie, Starszym Kontrolerem Administracji Rządowej Dochodów Skarbowych i Tabacznych w Królestwie Polskim, a w końcu urzędnikiem do zadań specjalnych. W latach 1850–1860 kierował służbą Administracji Rządowej Dochodów Skarbowych.
Za swe zasługi został odznaczony Orderem św. Stanisława III klasy.
Był żonaty z Rozalią Radoniewicz (1813-1864). Miał adoptowaną córkę Bronisławę i syna Karola ur. 4 listopada 1836 (Akt nr 606 sporządzony w Parafii Św. Jana dn. 5 listopada 1836).